# Perenniporia semistipitata
Perenniporia semistipitata är en svampart som först beskrevs av Lloyd, och fick sitt nu gällande namn av Gilb. & Ryvarden 1987. Perenniporia semistipitata ingår i släktet Perenniporia och familjen Polyporaceae.   Inga underarter finns listade i Catalogue of Life.